# برادران جوناس: تجربه یک کنسرت سه‌بعدی
برادران جوناس: تجربه یک کنسرت سه‌بعدی (انگلیسی: Jonas Brothers: The 3D Concert Experience) یک فیلم کنسرت است که در سال ۲۰۰۹ منتشر شد.

## بازیگران
- کوین جوناس
- جو جوناس
- نیک جوناس
- دمی لواتو
- تیلور سوئیفت
- الکساندرا داداریو
- کریستا بی آلن
- جک لاولس